# Design by Ulf
Design by Ulf är en svensk fordonstillverkare.

## Historia
Ulf Bolumild var en tillverkare av gitarrer baserad i Sverige. Från 1987 förverkligade han sin dröm som biltillverkare. Den VW-baserade Mania Spyder var hans första fordonsprojekt. Serien avslutades 1992. År 2001 inleddes ett ambitiöst projekt för att producera en Le Mans GT-bil. En prototyp med en Alfa Romeo V6-motor byggdes. Produktionsmodellerna (GTR och Superlight Track) är baserade på ett spaceframe-chassi i stål med en kolfiberkaross, som har sitt ursprung i motorsport. GM:s V8-motor med mittmotor på 4475 cc (450 hk) och en 5-växlad manuell växellåda från Porsche gav önskad prestanda. Antalet tillverkade globala överföringsvärden är inte känt.

## Fordon
- Mania Spyder[1][2][3]

Mania Spyder kunde beställas som byggsats från Dalhems  i Falköping. Dalhems leddes av Henrik Walli.
Företaget var inrymt på en före detta gård. Mania Spyder byggdes på chassit av VW Beetle. Experter behövde cirka 100 timmar för konverteringen. Enligt tillverkaren av Dalhelm-byggsatsen byggdes ett 50-tal fordon.
- GT-bil[5][6][7][8]